# José Oscar Bernardi
José Oscar Bernardi (Monte Sião, 1954. június 20. –) brazil válogatott labdarúgó.

## Nemzeti válogatott
A Brazil válogatottban 59 mérkőzést játszott.

## Statisztika
| Brazil válogatott | Brazil válogatott | Brazil válogatott |
| Időszak           | Mérk.             | gól               |
| ----------------- | ----------------- | ----------------- |
| 1978              | 11                | 0                 |
| 1979              | 1                 | 0                 |
| 1980              | 4                 | 0                 |
| 1981              | 13                | 0                 |
| 1982              | 11                | 1                 |
| 1983              | 0                 | 0                 |
| 1984              | 2                 | 0                 |
| 1985              | 11                | 0                 |
| 1986              | 6                 | 1                 |
| Összesen          | 59                | 2                 |